# Rund um Köln 2001
Il Rund um Köln 2001, ottantaseiesima edizione della corsa, si svolse il 16 aprile su un percorso di 197 km. Fu vinto dall'italiano Gian Matteo Fagnini della squadra Team Deutsche Telekom-ARD davanti ai tedeschi Bert Grabsch e Torsten Schmidt.

## Ordine d'arrivo (Top 10)
| Pos. | Corridore           | Squadra                   | Tempo    |
| ---- | ------------------- | ------------------------- | -------- |
| 1    | Gian Matteo Fagnini | Team Deutsche Telekom-ARD | 4h43'45" |
| 2    | Bert Grabsch        | Phonak Hearing Systems    | s.t.     |
| 3    | Torsten Schmidt     | Gerolsteiner              | s.t.     |
| 4    | Pieter Vries        | Bankgiroloterij-Batavus   | s.t.     |
| 5    | Erik Dekker         | Rabobank                  | s.t.     |
| 6    | Saulius Ruškys      | Gerolsteiner              | a 28"    |
| 7    | Dirk Schumann       |                           | s.t.     |
| 8    | Alexandre Usov      | Phonak Hearing Systems    | s.t.     |
| 9    | Jürgen Werner       | Team Nürnberger           | s.t.     |
| 10   | Roger Hammond       | Collstrop-Palmans         | s.t.     |